# El Valle (Hato Mayor)
Pour les articles homonymes, voir El Valle.

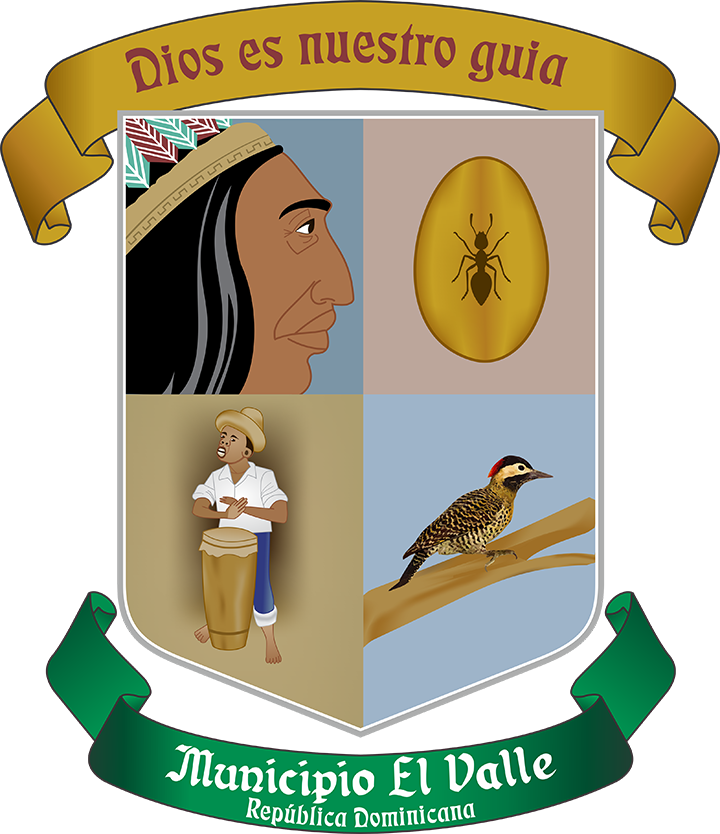
Héraldique de la municipalité de El Valle

El Valle est une commune de la province de Hato Mayor, en République dominicaine. Elle se situe à 33 kilomètres de la capitale de la province Hato Mayor del Rey et à 11 kilomètres de la commune de Sabana de la Mar. Elle a pour limites au Nord la commune de Sabana de la Mar, au Sud celle de Hato Mayor del Rey, à l'Est la province de El Seibo et à l'ouest la province de Monte Plata. La commune est une partie du Parc national des Haïtises et est baignée par six cours d'eau.

## Population
D'après le recensement de la population de 2002, la commune avait une population totale de 7 966 habitants, dont 4 231 hommes et 3 735 femmes. La population urbaine était de 69,62 % .

## Histoire
Le territoire actuel de la commune était occupé à l'arrivée de Espagnols par de petits groupes d'indigènes dont le chef était Hicagua, sur le caciquat de Higüey gouverné par Cayacoa. El Valle fut fondé au milieu du XVIIIe siècle. À cette époque, le village se trouvait à une distance de 3 kilomètres au sud-est de l'emplacement actuel, désormais dénommé Le vieux El Valle. Dans cette plaine s'établit la première communauté qui dut cependant rapidement abandonner la zone après une invasion de fourmis.
Sur le secteur actuel de Rincón Fogón s'établit une communauté de noirs, cachés par des habitants de Sabana de la Mar pour éviter le paiement de l'impôt sur la possession d'esclaves .
En 1927, une petite population était concentrée sur les rues de San Antonio, Las Guamas, Jaragua et Los Ajíes. Sa première instriturice fut Isolina de León et le premier prêtre fut le père Andrisson.
El Valle était un secteur de Sabana de la Mar jusqu'au 26 mai 1939 où la loi du Congrès national désigna la commune indépendante sous le nom de Villa Trujillo, en l'honneur du dictateur. Le 23 décembre 1960, El Valle fut élevé à la catégorie de District municipal et son nom devint El Valle de Hicagua le 25 novembre 1961.
El Valle fut désigné comme commune le 1er janvier 1982, sous le nom de El Valle et passa à la province de Hato Mayor en 1984.

## Économie
L'économie est basée essentiellement sur la pêche, la culture du cacao, la fabrication d'huile de palme et l'extraction d'ambre. On y trouve aussi d'immenses plantations de fleurs